# 小林平治
小林平治（こばやしへいじ）は、日本のカーデザイナー。東洋工業（現マツダ）、GKインダストリアルデザイン研究所でデザイナーを歴任。

## 概要
東洋工業（現マツダ）で初代コスモスポーツ、初代キャロル、R360クーペのデザインを担当した。

マツダを辞めた後、ヤマハと関係の深いGKデザインに入社。GKではトヨタ2000GTの後期型のデザインを担当した。

第１１回東京モーターショー・ベストスタイリング賞受賞、第７回機械工業デザイン通産大臣賞受賞、通産省グッドデザイン選定商品多数等など。

## エピソード
雨が降ると会社へは行かなかった。理由は「傘がないから」。